# Austin (álbum de Post Malone)
Austin (estilizado em maiúsculo) é o quinto álbum de estúdio do rapper norte-americano Post Malone. Seu lançamento ocorreu em 28 de julho de 2023, através da Mercury Records e Republic Records. A produção contou com a participação de Malone e dos produtores Andrew Watt, Louis Bell, Max Martin e Rami Yacoub. Promovido com três singles ― "Chemical", "Mourning" e "Overdrive" no gênero synth-pop ― este é o primeiro álbum de Malone que não conta com participações especiais de outros artistas.

## Antecedentes e promoção
Em 14 de abril de 2023, Malone lançou o single principal do álbum, "Chemical". Em 15 de maio, ele postou um vídeo no Instagram para anunciar o álbum: "Eu queria dizer a vocês que tenho um álbum saindo neste verão em 28 de julho. Chama-se Austin". O álbum recebe o seu primeiro nome verdadeiro como título. A mensagem do anúncio sugeriu uma abordagem musical distinta de seus lançamentos anteriores, possivelmente intensificando o som de seu quarto álbum de estúdio, Twelve Carat Toothache (2022). Malone revelou que tocou violão em todas as músicas do álbum, chamando o processo de criação de uma "experiência divertida". Ele descreveu o resultado como o "disco mais desafiador e recompensador" que já havia feito, resultado de um esforço contínuo como artista. No mesmo dia, Malone também anunciou uma turnê norte-americana de verão chamada If Ya'll Weren't Here, I'd Be Crying Tour para acompanhar o lançamento do álbum, que mais tarde se tornou uma turnê mundial com início em 8 de julho e fim em em 3 de dezembro. O segundo single do álbum, "Mourning", foi lançado em 19 de maio, quatro dias depois. O terceiro e último single, "Overdrive", foi lançado em 14 de julho de 2023.

## Lista de faixas
Todas as faixas foram produzidas por Post Malone, Andrew Watt e Louis Bell, exceto onde descrito.
| N.º            | Título                                                                | Compositor(es)                       | Duração |  |
| 1.             | "Don't Understand"                                                    | Austin Post, Andrew Watt, Louis Bell | 3:03    |  |
| 2.             | "Something Real"                                                      | Post, Watt, Bell, Billy Walsh        | 3:25    |  |
| 3.             | "Chemical"                                                            | Post, Watt, Bell, Walsh              | 3:04    |  |
| 4.             | "Novacandy"                                                           | Post, Watt, Bell, Walsh              | 3:17    |  |
| 5.             | "Mourning"                                                            | Post, Watt, Bell                     | 2:28    |  |
| 6.             | "Too Cool to Die"                                                     | Post, Watt, Bell, Walsh              | 3:25    |  |
| 7.             | "Sign Me Up" (produtores: Post Malone, Bell, Max Martin, Rami Yacoub) | Post, Bell, Martin, Yacoub, Walsh    | 3:19    |  |
| 8.             | "Socialite"                                                           | Post, Watt, Bell, Walsh              | 3:20    |  |
| 9.             | "Overdrive"                                                           | Post, Watt, Bell, Walsh              | 2:28    |  |
| 10.            | "Speedometer"                                                         | Post, Watt, Bell                     | 2:42    |  |
| 11.            | "Hold My Breath"                                                      | Post, Watt, Bell                     | 3:29    |  |
| 12.            | "Enough Is Enough" (produtores: Post Malone, Bell, Martin, Yacoub)    | Post, Bell, Martin, Yacoub, Walsh    | 2:45    |  |
| 13.            | "Texas Tea"                                                           | Post, Bell, Yacoub, Walsh            | 2:20    |  |
| 14.            | "Buyer Beware"                                                        | Post, Watt, Bell                     | 2:53    |  |
| 15.            | "Landmine"                                                            | Post, Watt, Bell                     | 3:05    |  |
| 16.            | "Green Thumb"                                                         | Post, Watt, Bell                     | 2:39    |  |
| 17.            | "Laugh It Off"                                                        | Post, Watt, Bell                     | 4:06    |  |
| 18.            | "Joy"                                                                 | Post, Watt, Bell                     |         |  |
| Duração total: | Duração total:                                                        | Duração total:                       | 51:27   |  |

## Equipe e colaboradores
Musicistas
- Post Malone – vocais, violão (todas as faixas); drums (faixas 3, 7, 12, 15), tamborim (3), programação (4, 6), programação de bateria (5), piano (8, 15), baixo (12)
- Louis Bell – programação todas as faixas), piano (1–6, 8–11, 14, 15, 17), programação de bateria (2, 3, 5–10, 12–15, 17), programação de baixo (2, 4–10, 12–14, 17), teclados (2–10, 12–14, 17)
- Andrew Watt – violão (1–6, 8–11, 14–17), baixo (1, 3, 6, 8–11, 14, 17), drums (2–4, 6, 8–11, 14, 17), tecados (3), programação (4, 17), piano (10)
- David Campbell – arranjos (1, 9, 11), condutor (11)
- Paula Hochhalter – violino (1), violoncelo (9, 11)
- Josefina Vergara – violino (1)
- Tammy Hatwan – violino (1)
- Mick Jagger – maracás (3)
- Max Martin – violão, piano (7, 12); baixo (7), teclados (12)
- Rami Yacoub – baixo  (7), violão (13)
- Jacob Braun – violoncelo (9, 11)
- Rodney Wirtz – viola (9, 11)
- Linnea Powell – viola (9, 11)
- Luke Maurer – viola (9, 11)
- Songa Lee – violino (9, 11)
- Sara Parkins – violino (9, 11)
- Philip Vaiman – violino (9, 11)
- Neil Samples – violino (9, 11)
- Michele Richards – violino (9, 11)
- Joel Pargman – violino (9, 11)
- Mario De Leon – violino (9, 11)
- Charlie Bisharat – violino (9, 11)

Técnicos
- Mike Bozzi – masterização
- Mark "Spike" Stent – mixagem
- Marco Sonzini – engenharia de som (1–4, 6, 8–11, 14–17)
- Paul Lamalfa – engenharia (1–4, 6, 8–11, 14–17)
- Louis Bell – engenharia (4, 5, 7, 12, 13, 15)
- Jed Jones – engenharia (13, 15), assistência de engenharia (2, 3, 6, 8, 9)
- Joe Dougherty – assistência de engenharia  (1, 2, 10, 11, 14, 16, 17)
- Braden Bursteen – assistência de engenharia (2, 4, 15)
- Tommy Turner – assistência de engenharia (2, 4, 15)
- Kelsey Porter – assistência de engenharia (14, 17)